# Maria Martinetti
Maria Martinetti (1864 – Condado de Marin, 16 de agosto de 1921) fue una pintora italiana.

## Biografía
Estudió en la Academia de Bellas Artes de Roma y fue alumna de Gustavo Simoni. Vivió y expuso en Italia y Francia. Fue conocida por sus pinturas de género. En 1890 emigró a los Estados Unidos. Exhibió su trabajo en el Palacio de Bellas Artes dentro de la Exposición Mundial Colombina, celebrada en 1893 en Chicago, Illinois.
Falleció el 16 de agosto de 1921 en California.

## Galería

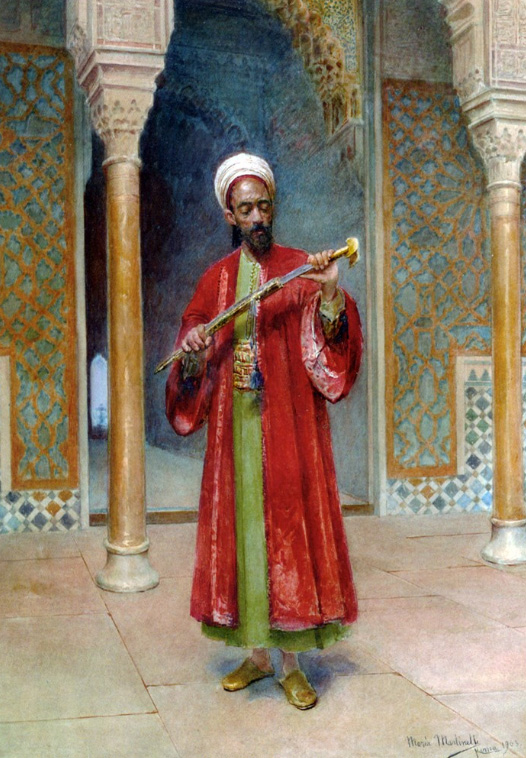
La Guardia del Palacio, 1903
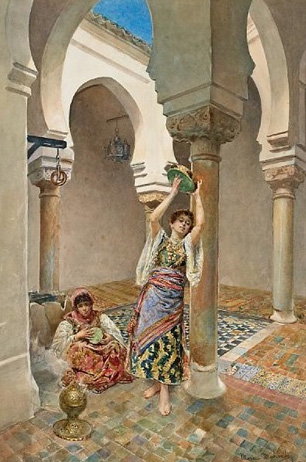
Dos músicas en un patio, 1891